# Formica creightoni
Formica creightoni é uma espécie de formiga do gênero Formica, pertencente à subfamília Formicinae.